# 甘柏林
甘柏林（1935年9月29日—2025年5月17日），男，湖南长沙人，中华人民共和国盲人二胡演奏家，中国残疾人联合会副主席，第九、十届全国政协委员。

## 生平
1935年9月29日，甘柏林出生在湖南省长沙县一个电灯公司职员家庭。1941年因感染眼疾双目失明，1946年进入长沙盲校学习。1951年保送南京盲哑学校，师从宋廷亮学习二胡。1955年毕业于内务部中国盲人福利会盲人干部训练班。
1963年，甘柏林下放到吉林省，在吉林艺术学院音乐系任教。1979年被评为副教授，1985年晋升教授。1987年牵头成立长春大学特教部。1988年任中国盲人协会主席。1998年当选中国残疾人联合会副主席、第九届全国政协委员。2025年5月17日9时20分在大连市家中逝世。